# MLOps

MLOps — это набор практик на пересечении между машинным обучением, DevOps и информационной инженерией.

MLOps или ML Ops — набор практик, нацеленных на надежное и эффективное развертывание и поддержание моделей машинного обучения на производстве. Слово является смесью слов "машинное обучение" (ML) и практик непрерывной разработки — DevOps в области программного обеспечения. Модели машинного обучения тестируются и разрабатываются в изолированных экспериментальных системах. Когда алгоритм готов к запуску, MLOps используется учеными в области данных, DevOps, и инженерами машинного обучения для его доставки в производственные системы. Также как при использовании DevOps или DataOps подходах, MLOps нацелен на рост автоматизации и улучшения качества производственных моделей, в то же время фокусируясь на бизнес и нормативных требованиях. Хотя MLOps начинался как набор самых лучших практик, он медленно эволюционировал в независимый подход к управлению жизненного цикла машинного обучения. Практики MLOps применяются к целому жизненному циклу — от интеграции c генерацией модели, непрерывной интеграцией/непрерывной доставкой, оркестровкой, и развертыванием, до метрик состояния, диагностики, управления и бизнеса. Согласно компании Gartner, MLOps является подмножеством ModelOps. Он сфокусирован на операционализации моделей машинного обучения, в то время как ModelOps охватывает операционализацию всех типов моделей искусственного интеллекта (AI).

## История
Проблемы непрерывного использования машинного обучения в приложениях были освещены в документе от 2015 года.
Прогнозируемый рост в машинном обучении включал двойной рост тестовых и реализованных проектов в машинном обучении с 2017 по 2018 год, и снова с 2018 по 2020 год.
Отчеты показывают, что большинство (до 88%) корпоративных начинаний, связанных с искусственным интеллектом, имеют сложности с продвижением дальше тестовых уровней. Несмотря на это, те организации, которые стали использовать AI и ML в производстве увидели увеличение рентабельности от 3 до 15%.
Рынок MLOps был оценен примерно в 23.2 миллиарда долларов в 2019 году и спроецирован достичь 126 миллиардов долларов к 2025 году в связи со стремительным принятием данных практик.

## Архитектура
Системы машинного обучения можно разделить на 8 различных категорий: сбор данных, обработка данных, конструирование признаков, разметка данных, проектирование модели, тренировка модели и её оптимизация, развертывание на конечной точке, и мониторинг конечной точки. Каждый шаг в жизненном цикле машинного обучения построен на своей собственной системе, но требует взаимосвязи. Представленные выше категории являются минимальным набором систем, необходимых предприятиям для масштабирования машинного обучения внутри организаций.

## Цели
Существует несколько целей, которые предприятия хотят достичь с помощью систем MLOps для успешной реализации проектов машинного обучения на производстве, среди них:
- Развертывание и автоматизация[9]
- Воспроизводимость моделей и прогнозирований[10]
- Диагностики[10]
- Административное управление и соблюдение нормативных требований[11]
- Масштабируемость[12]
- Сотрудничество[13]
- Использование бизнесом[14]
- Мониторинг и операционное управление[15]

Стандартная практика, такая как MLOps, принимает во внимание каждую из вышеуказанных областей, помогая предприятиям оптимизировать рабочий процесс и избегать проблем во время реализации.
Распространенная архитектура системы MLOps включает платформы, предназначенные для науки о данных, на которых строятся модели, и аналитические движки, где выполняются вычисления, а инструменты MLOps оркестрируют движение моделей машинного обучения, данных и результатов между этими системами.